# Pizzo di Coca
Pizzo di Coca – szczyt w Lombardii o wysokości 3050 m n.p.m., w północnych Włoszech, w Alpach Bergamskich. Jest najwyższym szczytem Alp Bergamskich oraz prowincji Bergamo.